# Lady Godiva
Godiva (néha Godgifu) (kb. 980 – 1067) egy angolszász nemes hölgy volt, aki – a legenda szerint – meztelenül, csak a hajába burkolózva lovagolt végig Coventry (Anglia) utcáin, hogy ezzel vegye rá férjét, hogy csökkentse az általa kiszabott igen magas adót. A legenda szerint a város lakói inkább házukba rejtőztek, minthogy Lady Godivát meztelenül lássák – kivéve egy Tamás nevű alakot, aki lyukat fúrt az ablaktáblájába és onnan akarta meglesni a hölgyet, de megvakult.

## A legenda
A történet szerint Lady Godiva Leofricnak, Mercia grófjának, Coventry urának felesége volt. A város lakosságát magas adók sújtották. Lady Godiva sokszor kérte az urát, hogy vonja vissza az adókat, de mindannyiszor kudarcot vallott. Végül a gróf, megunván a sok könyörgést, azt ajánlotta, hogy teljesíti a kérést, ha felesége meztelenül végiglovagol Coventry utcáin. Lady Godiva szaván fogta, és miután megparancsolta az embereknek, hogy zárkózzanak házaikba, végiglovagolt a városon mindössze a hajába burkolózva. Egy szabó nem engedelmeskedett a parancsnak. Őt „leselkedő Tamásként” (Peeping Tom) ismeri az utókor. Lyukat fúrt az ajtótáblán, azt remélve, hogy láthatja Godivát. A történet szerint ezért megvakult. Végül a gróf teljesítette ígéretét, és eltörölte a súlyos adókat.
A legenda legrégebbi, XIII. századi változata szerint Godiva csak a város piacának egyik végétől a másikig lovagolt, miközben az összegyűlt embereket két női lovas felügyelte. Ez a történet a Flores Historiarumban jelent meg, Wendoveri Roger († 1236) viszonylag megbízható anekdota-gyűjtő tollából, egy még korábbi íróra hivatkozva. A leselkedő Tamás történetét tartalmazó változat a XVII. században jelent csak meg. Az, hogy a legendában szereplő Lady Godiva megegyezik-e Godiva vagy Godgifu valós történelmi személyiséggel, még nem eldöntött.
A 13. században működő Wendoveri Roger nem biztos, hogy megértette az normann hódítás előtti Angliában a nők szerepét. Godiva az akkori Anglia második leggazdagabb és legtekintélyesebb családjának lánya volt és saját jogán uralta Coventryt (amit a Domesday Bookban is feljegyeztek). Elképzelhető, hogy bizonyos birtokokat a férjétől kapott, de voltak saját birtokai is. Egyes történészek feltételezése szerint ő volt a kegyetlen földesúr, aki kivetette a magas adókat.
Akkoriban szokásos volt, hogy a bűnbánat jeleként az emberek egy egyszerű alsóruhában, az ún. shift-ben (fehér, a mai hálóruhára hasonlító ruhadarab) vonultak végig a település utcáján. Az alsóruhában, nyilvános helyen való megjelenés olyan megaláztatást jelentett akkoriban, amit később - és ma - nem sokan értenek meg. Elképzelhető, hogy Godiva a saját viselkedése felett érzet bűnbánat miatt vonult végig a városon és az emberek egyszerűen merték megbámulni az alsóruhájában „pompázó” földesurukat. Ezért a feltételezések szerint elképzelhető, hogy Godiva története kismértékben megváltoztatva, és jelentősen romantizálva került feljegyzésre.

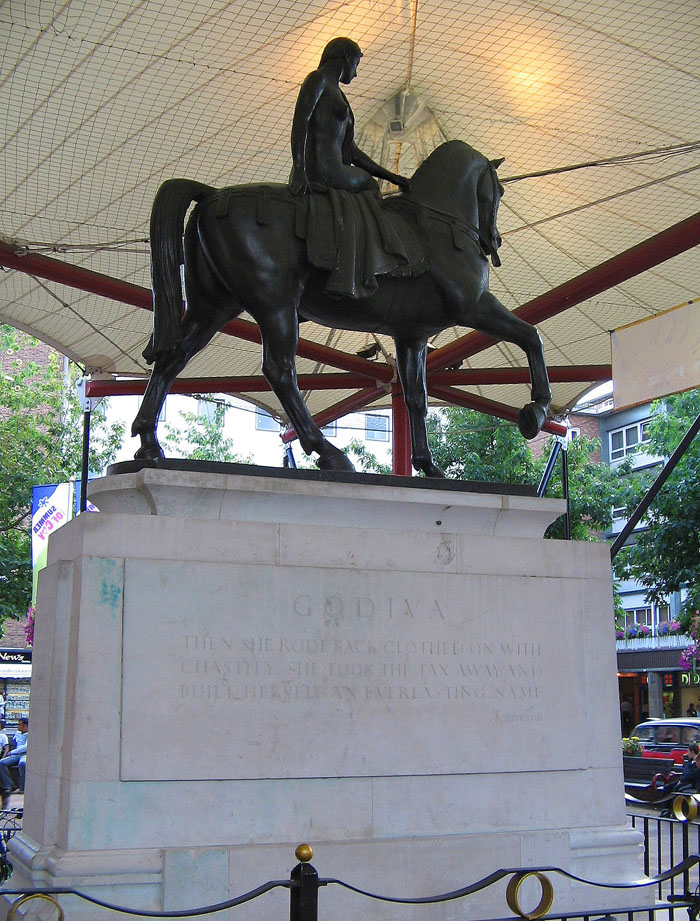
Lady Godiva szobra Coventry központjában

A mozzanat, hogy Lady Godivát hosszú haja rejtette el a kíváncsi szemek elől, illetve leskelődő Tamás (az eredetiben Peeping Tom) figurája feltehetően csak jóval később került a történetbe. Mindenesetre a történet számos eleme utal korábbi, biblikus elbeszélésekre, mint például Eszter, aki I. Xerxész perzsa király felesége volt: a kikényszerített ígéret, a szigorú feltétel, a próbára tett erény. Még a vaksággal sújtott leskelődő Tamásnak is van mitológiai előzménye: a Diana istennő után leskelődő Aktaión, akit az istennő szarvassá változtatott és kutyáival széttépetett.
Feltételezések szerint a meztelenség nem is inkább arra utal, hogy Lady Godiva teljesen ruha nélkül vonult át az utcákon, hanem arra, hogy rangjának és társadalmi helyzetének megfelelő ruhák és ékszerek nélkül, egyszerű alsóruhában mutatkozott.

## Történelmi kapcsolatok
Az anekdota igazságtartalmától függetlenül a 11. századi Angliában valóban élt egy Lady Godiva nevű nemeshölgy, amit számos korabeli forrás támaszt alá, mint pl. a Stow oklevél, a Spalding oklevél és maga a Domesday Book, bár a név helyesírása jelentősen eltérő. Godiva alakja feltűnik Ely krónikájában, a Liber Eliensis-ben, amely a 12. század vége felé készült. Ely szerint Godiva özvegy volt, amikor Leofric 1040-ben feleségül vette. Még ebben az évben hozzájárult egy stow-i kolostor megalapításához Lincolnshire grófságban. 1043 rávette férjét, hogy építsen fel és adományozzon birtokokat Coventryben egy bencés apátság számára. A spaldingi kolostor alapítólevele, amelyet bátyja, Thorold állított ki, is említi Godivát: „di Ego Godiva Comitissa diu istud desideravi”. Ezek mellett Leominster, Chester, Wenlock, Worcester és Evesham városokban alapított kolostoroknak is ő volt az egyik adományozója.
Az 1085-ben összeállított Domesday Book, amely a korabeli földtulajdonlási viszonyokat írta össze, szintén megemlíti Lady Godivát, mint azon kevés angolszász nemesurak egyikét, aki megtarthatta korábbi birtokait. Emellett ő volt az egyetlen női földbirtokos, ami szintén jelzi kiváltságos helyzetét és feltehetően jelentős hatalmát. Lady Godiva valószínűleg pár évvel később halt meg és a coventryi apátsági templomban temették el.
1678-ban Lady Godiva lovaglására emlékezve egy körmenetet kezdtek tartani Coventryben, amelyet többé-kevésbé minden évben megtartottak 1826-ig. Ezt követően 1848 és 1887 között élesztették újra ezt a hagyományt, amelyet ma is megtartanak.
1812 óta leskelődő Tamás, illetve az őt ábrázoló faszobor is látható, mégpedig a Hertford Street északnyugati sarkán álló ház egyik ablakából. Mivel a szobor páncélos alakot ábrázol, feltehetően korábban Szt. György szobra volt és a város egy másik pontjáról helyezték át ide.

## Művészeti ábrázolásai
Lady Godivát Lord Alfred Tennyson foglalta versbe (Godiva). Lady Godivát megemlíti Sylvia Plath is Ariel c. versében, ahol magát Lady Godivához hasonlítja egy vad, reggeli lovaglás keretében ("White Godiva, I unpeel").

### Mérnökök védőszentje
Sok egyetem mérnöki kara, hadmérnöki hadtestek illetve egyéb mérnöki szervezetek széles körben tartják Lady Godivát védőszentjüknek (valószínűleg ez inkább az angolszász kultúrkörben van így). Ezek a szervezetek általában évente megemlékezést tartottak védőszentjükről, mégpedig úgy, hogy egy meztelen nő lovagolt keresztül az egyetemen - erre manapság, a feminista attitűdök megerősödése miatt és a hallgatók biztonsága érdekében már nemigen kerül sor.

### Zene
A könnyű zenében nevét a The Velvet Underground tette ismertté a "Lady Godiva's Operation" című, 1968-as keltezésű, White Light/White Heat albumán szereplő dalban. A slágerlistákon a Queen együttes 1978-as Don’t Stop Me Now dalának szövegében találkozhattunk nevének említésével: „I'm a racing car / Passing by like Lady Godiva / I'm gonna go go go / There's no stopping me”. A Mother Love Bone 1990-ben megjelent Apple című stúdióalbumán szerepelt a "Lady Godiva Blues" című dal, mint bónusz felvétel.
A The Velvet Underground 1968-as nagylemezén, a White Light/White Heat-en is szerepel egy "Lady Godiva's Operation" című szám, ami azonban egy transzvesztitáról szól. Peter and Gordon száma, a "Lady Godiva" (1966-ból) egy olyan lányról szól, aki kabaréelőadásokon lép fel. Grant Lee Buffalo szintén írt egy számot Lady Godiva and Me címmel, amely utal leskelődő Tamásra is (a szám az 1994-es Mighty Joe Moon nagylemezen szerepel.
A metál műfajban a német Heaven Shall Burn adott ki 2013-ban egy Godiva című zeneszámot, felelevenítve a nő tetteit.

### Televízió
A Bűbájos boszorkák VII. évadjának 2. részében (The Bare Witch Project) a varázslóiskola egyik diákja véletlenül életre kelti Lady Godivát és Lord Dysont. Lady Godivát Lord Dyson meg akarja akadályozni abban, hogy csökkentse az adót.

### Film
A Tillie and Gus (1933) című filmből:
Tom (Clifford Jones): Az a kompverseny a legnagyobb hazardírozás volt!
Gus (W.C. Fields): Hát, ne feledd,… Lady Godiva mindenét feltette egy lóra!

## Érdekesség
- A „Peeping Tom” (Leselkedő Tamás) kifejezés a modern angol nyelvben is máig fennmaradt. A leselkedőket, kukkolókat, illetéktelenül kíváncsiskodókat nevezik így.

## További képek

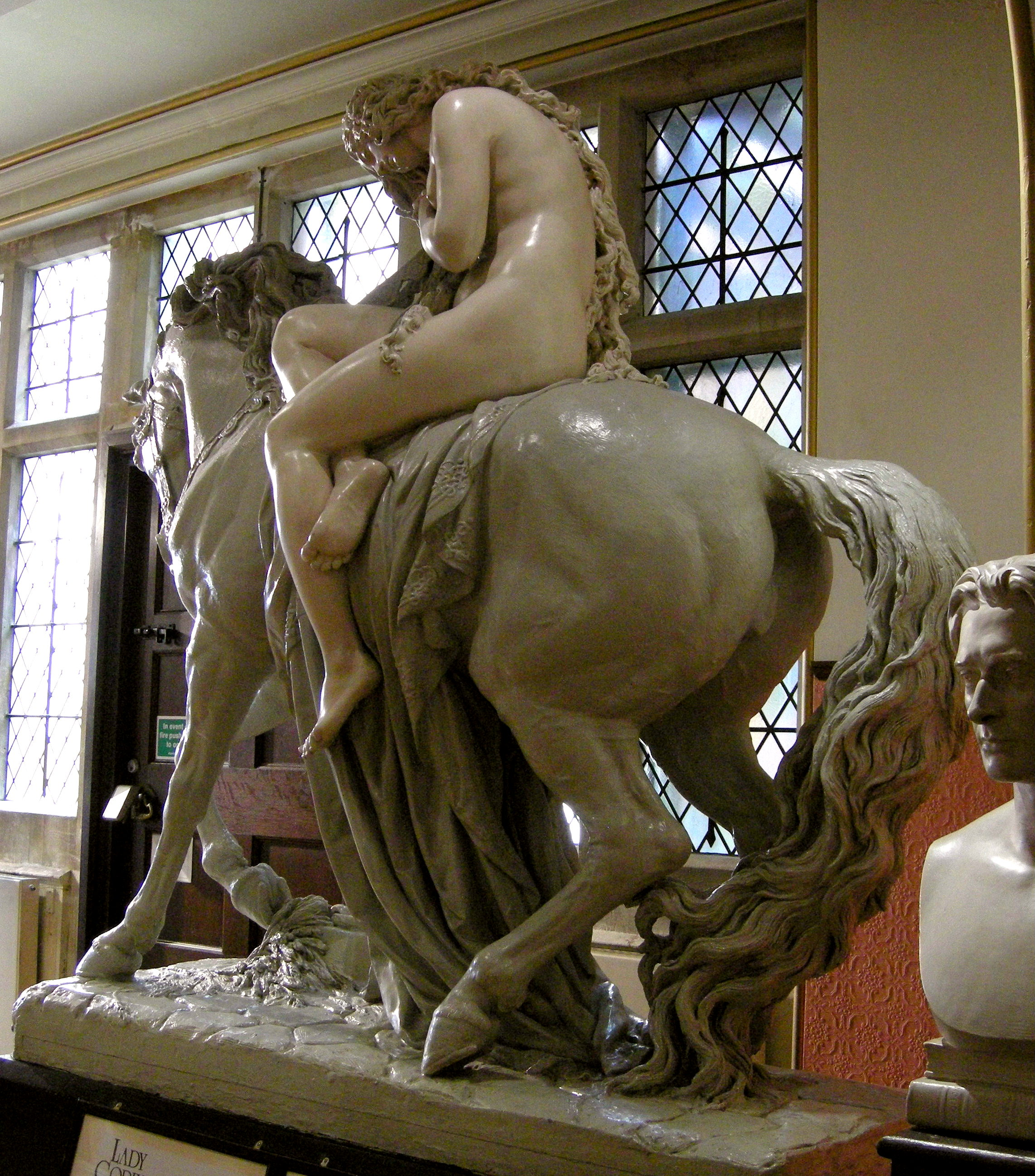
Lady Godiva 19. századi ábrázolása, John Thomas szobrász alkotása (Maidstone Museum, Kent)
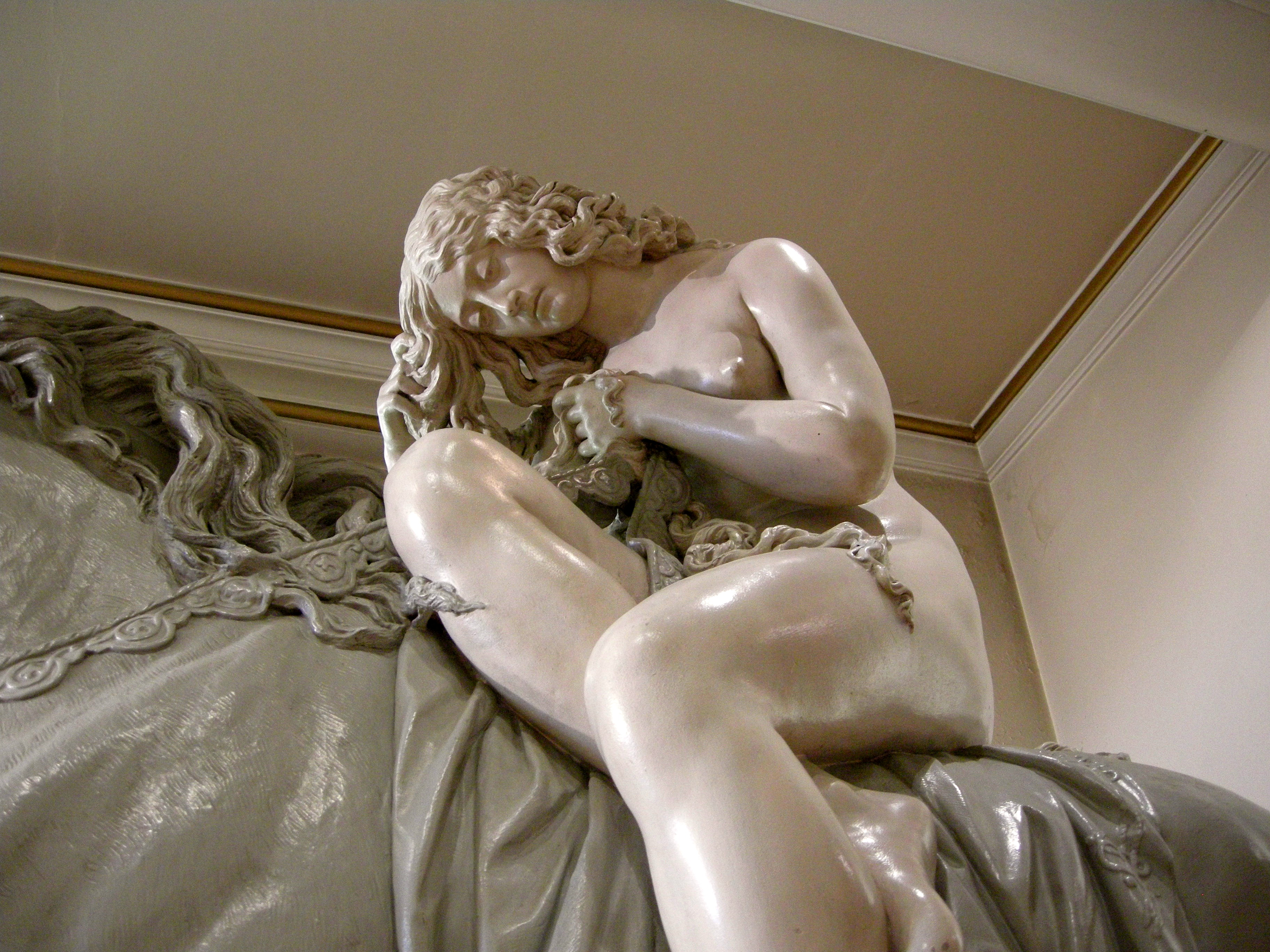
Lady Godiva, Maidstone Museum, Kent
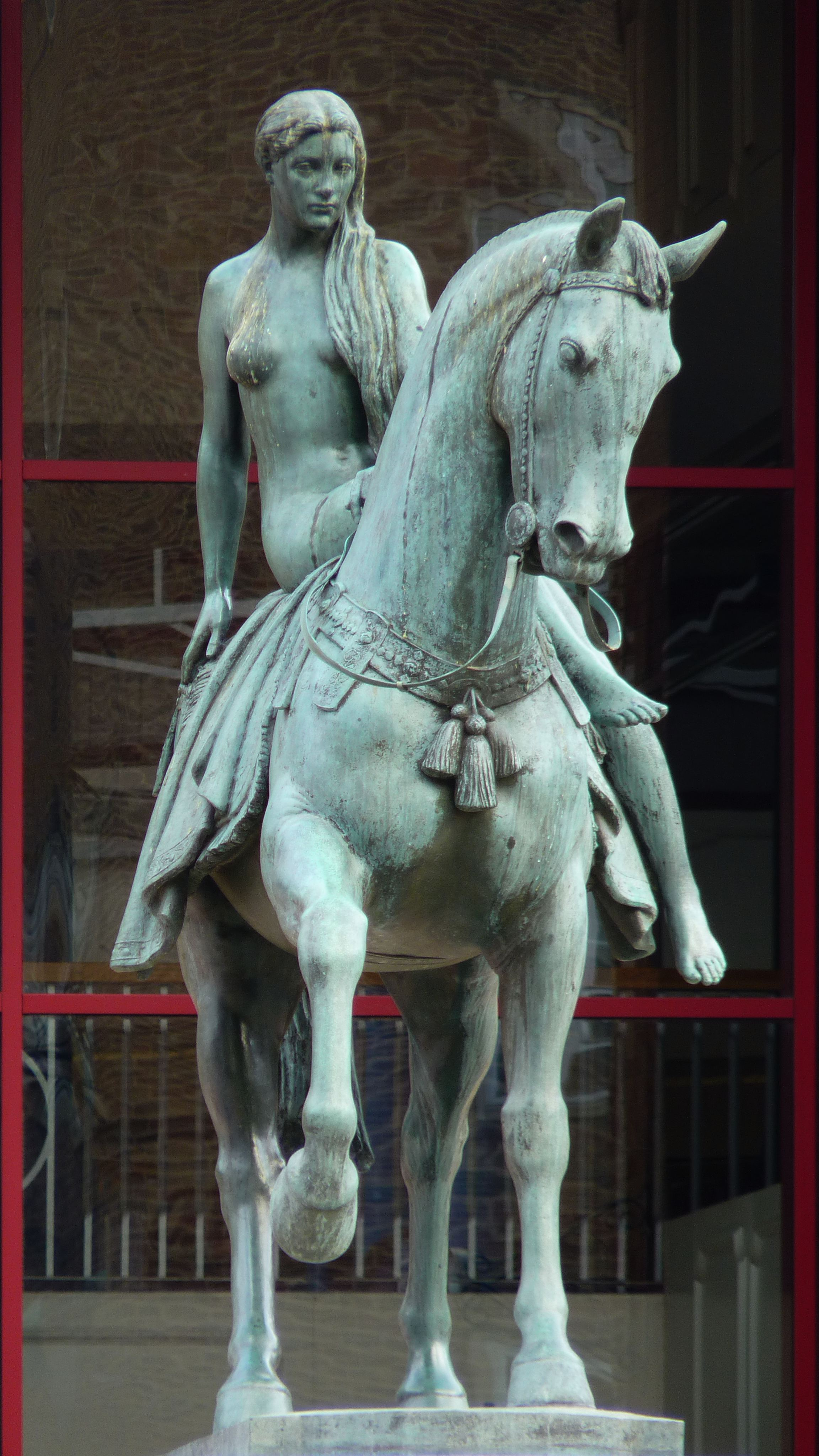
Lady Godiva lovasszobra Coventryben, Sir William Reid Dick alkotása
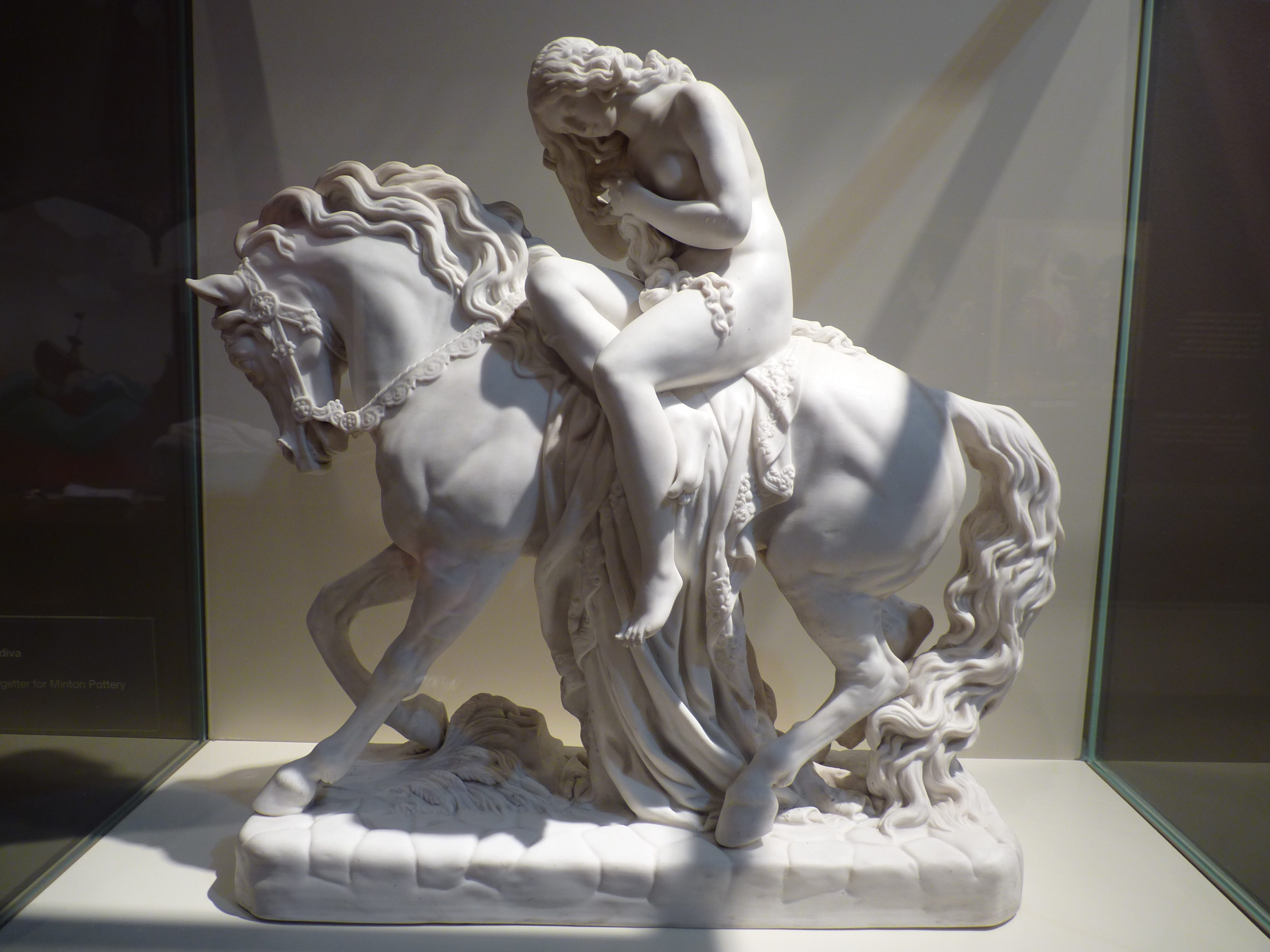
Lady Godiva a Herbert Museum-ban
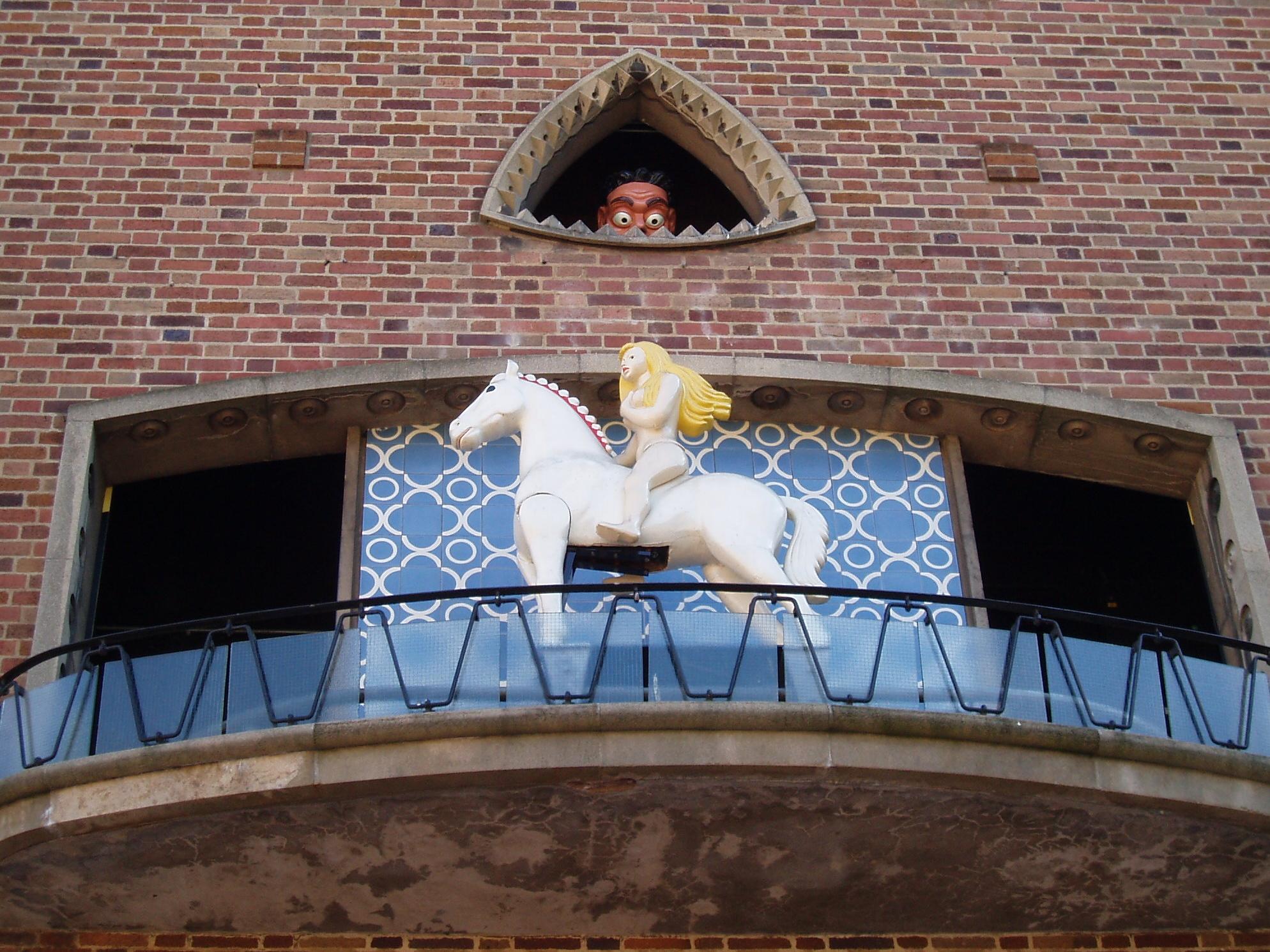
Lady Godiva alakja a convetry-i Broadgate Clock előlapján
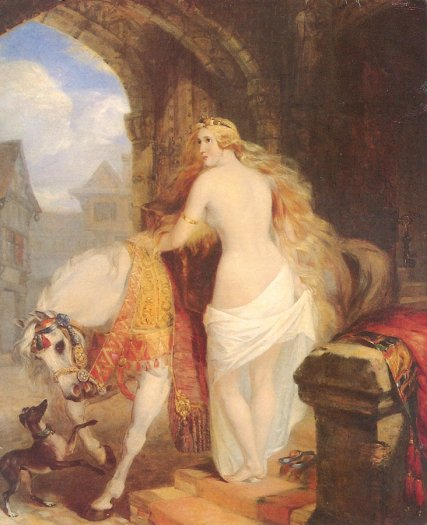
Marshall Claxton: Lady Godiva (1850)
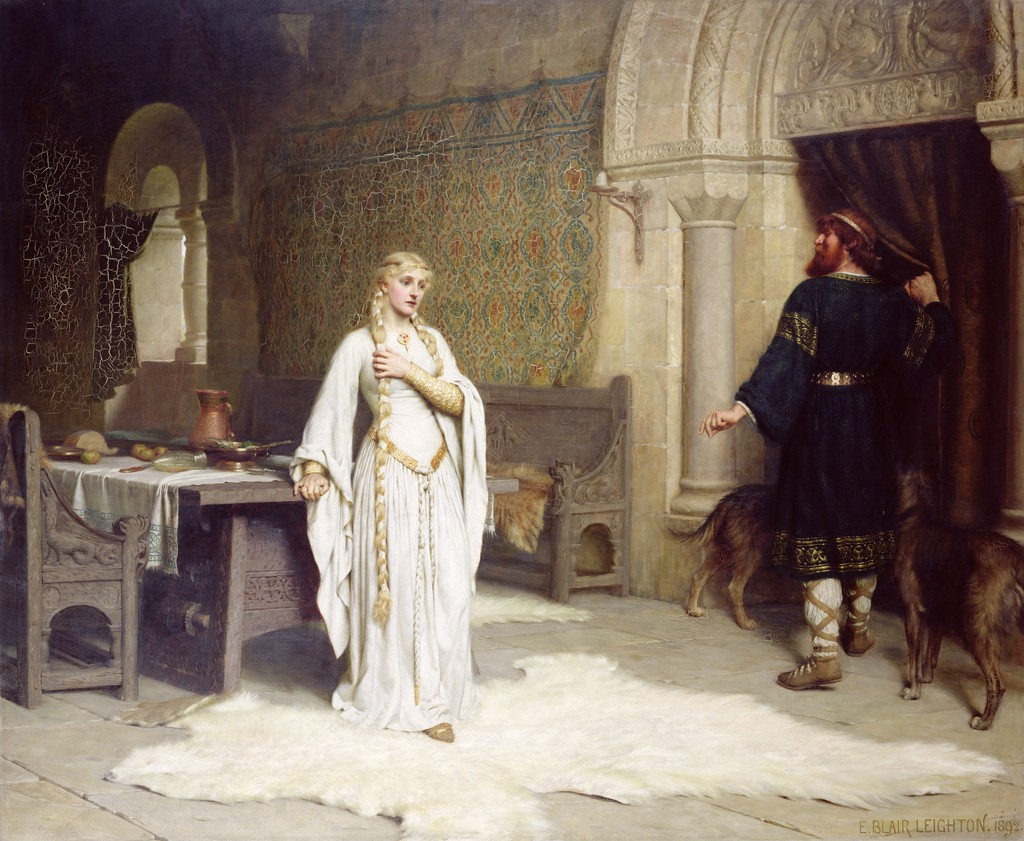
Lady Godiva - Edmund Blair Leighton festménye azt a pillanatot ábrázolja, amikor Lady Godiva elhatározza magát.